# Papa Gregório XIV
Gregório XIV, nascido Niccolò Sfondrati (Cremona, 11 de fevereiro de 1535 - Roma, 16 de outubro de 1591), foi Papa da Igreja Católica e Soberano dos Estados Papais de 5 de dezembro de 1590 até a data de sua morte.

## Início de carreira
Niccolò Sfondrati nasceu em Somma Lombardo, então parte do Ducado de Milão, no estrato mais alto da sociedade milanesa. Sua mãe, da Casa de Visconti, morreu no parto. Seu pai Francesco Sfondrati, senador da antiga comuna de Milão, foi criado pelo cardeal-presbítero pelo Papa Paulo III em 1544.
Em sua juventude, ele era conhecido por seu estilo de vida modesto e piedade rigorosa. Estudou direito em Perúgia e Pádua, foi ordenado e nomeado bispo de Cremona, em 13 de março de 1560, a tempo de participar das sessões do Concílio de Trento de 1561 a 1563. O Papa Gregório XIII o elevou a cardeal, no consistório de 12 de dezembro de 1583, recebendo o título de Santa Cecília apenas em 14 de janeiro de 1585. Sfondrati era um seguidor próximo do cardeal Carlos Borromeu, e quando o cardeal morreu, ele celebrou a missa de réquiem para Borromeo em 7 de novembro de 1584. Sfondrati era um amigo íntimo e um grande admirador de Filipe Néri, um padre italiano que morreu em 1595 e foi canonizado em 1622.

### Eleição papal
Após a morte do Papa Urbano VII, em 27 de setembro de 1590, o embaixador espanhol Olivares apresentou ao conclave uma lista dos sete cardeais que seriam aceitáveis por seu mestre Filipe II de Espanha. Em 5 de dezembro de 1590, após dois meses de impasse, Sfondrati, um dos sete candidatos de Filipe II, mas que não aspirava ao cargo, foi eleito papa. O cardeal Alessandro Peretti di Montalto chegou à cela de Sfondrati para informá-lo de que o Colégio Sagrado havia concordado com sua eleição e o encontrou ajoelhado em oração diante de um crucifixo.
No dia seguinte à eleição do papa, Gregório XIV começou a chorar e disse aos cardeais: "Deus te perdoe! O que você fez?". Em sua bula de 21 de março de 1591, Cogit nos depravata, proibiu sob pena de excomunhão todas as apostas relativas à eleição de um papa, à duração de um pontificado ou à criação de novos cardeais.

## Papado
O breve pontificado de Gregório XIV foi marcado por uma intervenção vigorosa em favor do partido católico nas guerras religiosas francesas. Instigado pelo rei da Espanha e pelo duque de Mayenne, ele excomungou Henrique IV de França em 1 de março de 1591, reiterando a declaração de 1585 do Papa Sisto V de que, como herege (protestante), Henrique de Navarra era inelegível para suceder ao trono da França e ordenou que o clero, nobres, funcionários judiciais e o Terceiro Estado da França o renunciassem.
Gregório XIV arrecadou um exército para a invasão da França e enviou seu sobrinho Ercole Sfondrati para a França à frente. Ele também enviou um subsídio mensal de 15 mil escudos a Paris para reforçar a Liga Católica. Ao cair solidamente do lado dos interesses espanhóis, em parte porque Gregório XIV foi eleito devido à influência dos cardeais espanhóis, a recente política papal de tentar manter um equilíbrio entre Espanha e França foi abandonada.

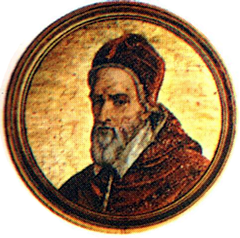
Uma medalha representando Gregório XIV.

### Cardeais
Gregório XIV criou cinco cardeais, entre os quais seu sobrinho Paolo Emilio Sfondrati, seu Secretário de Estado. Ele tentou convencer Filipe Néri, um amigo de longa data, a aceitar o cargo de cardeal, mas Neri recusou, dizendo que havia muitos mais merecedores da honra do que ele.
Em um decreto de 18 de abril de 1591 (Bulla Cum Sicuti), Gregório XIV ordenou que os católicos das Filipinas reparassem os nativos, que haviam sido forçados à escravidão pelos europeus, e ordenou sob pena de excomunhão dos proprietários que todos os escravos nativos nas ilhas sejam libertos.
Também em 1591, Gregório XIV modificou a Constituição Apostólica Effraenatam do Papa Sisto V (1588) para que a pena pelo aborto não se aplicasse até que o feto fosse animado.
Os biógrafos mencionam que o papa Gregório XIV tinha uma tendência nervosa ao riso, que ocasionalmente se tornava irresistível e até se manifestava em sua coroação. Gregório XIV, que estava com problemas de saúde antes de sua eleição para o papado, morreu devido a um grande cálculo biliar e foi sucedido por Papa Inocêncio IX.